# Hurlach (Kolonie)
Die  Kolonie Hurlach war ein Gemeindeteil der gleichnamigen Gemeinde Hurlach im oberbayerischen Landkreis Landsberg am Lech. Sie ist nicht identisch mit dem Pfarrdorf Hurlach.

## Geografie
Die Kolonie liegt circa zwei Kilometer östlich des Pfarrdorfs auf der westlichen Schotterterrasse des Lech im Lechfeld. Die Kolonie besteht aus mehreren Gehöftgruppen, die sich etwa vier Kilometer entlang der Straße zwischen Kaufering und Klosterlechfeld ziehen. Unmittelbar westlich verlaufen die Bundesstraße 17 und die Bahnstrecke Bobingen–Kaufering.

## Geschichte
Nach der Missernte von 1846 und der Aufhebung der Grundherrschaft 1848 siedelten sich Kolonisten aus der Pfalz und dem Elsass hier an und kauften die günstigen und wenig ertragreichen Weidewiesen der Hurlacher Bauern auf. Der erste Hof wurde 1850 errichtet, im Jahre 1860 bestand die Kolonie bereits aus 20 Häusern.